# Soul-Crusher
Soul-Crusher es el álbum debut de la banda estadounidense de heavy metal White Zombie, publicado por la discográfica independiente Silent Explosion en noviembre de 1987 en formato LP. La discográfica Caroline Records lo reeditó en 1988. A pesar de que cada discográfico sólo publicó 2000 copias del disco, el álbum se ganó el reconocimiento de varios artistas de la época como Kurt Cobain o Iggy Pop.

## Lista de canciones
Todas las letras escritas por Rob Straker, toda la música compuesta por White Zombie. 
| Cara A |                         |          |  |
| N.º    | Título                  | Duración |  |
| 1.     | «Ratmouth»              | 3:41     |  |
| 2.     | «Shack of Hate»         | 2:55     |  |
| 3.     | «Drowning the Colossus» | 4:54     |  |
| 4.     | «Crow III»              | 3:50     |  |
| 5.     | «Die Zombie Die»        | 4:07     |  |

| Cara B |                 |          |  |
| N.º    | Título          | Duración |  |
| 1.     | «Skin»          | 3:37     |  |
| 2.     | «Truck on Fire» | 4:06     |  |
| 3.     | «Future Shock»  | 3:10     |  |
| 4.     | «Scum Kill»     | 3:42     |  |
| 5.     | «Diamond Ass»   | 3:40     |  |

## Créditos
White Zombie
- Ivan de Prume – batería
- Tom Five – guitarra
- Rob Straker – voz, dirección artística
- Sean Yseult – bajo eléctrico, dirección artística

Producción
- Michael Lavine – fotografía
- Wharton Tiers – producción, ingeniería
- White Zombie – producción